# Domaći miš
Domaći miš (Mus musculus) mali je sisavac iz reda Rodentia.

## Osobine
Tijelo domaćeg miša je dugačko između 7,5 i 12,5 cm, a rep je obično jednako dug kao i tijelo.
Prosječno je težak oko 30 grama. Domaći miševi imaju sivo ili smeđe krzno, na trbušnoj strani svjetlije sivo ili smeđe, nerijetko i bijelo krzno. Rep je pokriven vrlo kratkom dlakom tako da se na prvi pogled čini golim. Lukav je i stalno u pokretu. Živi u skupinama ali se dobro snalazi i pojedinačno.

## Podrijetlo
Domaći miš je podrijetlom iz Srednje Azije. Najčešće živi uz čovjeka, po kućama, ostavama i u skladištima hrane.

## Zanimljivosti
1. Domaći miševi mogu osjetiti razlike u temperaturama i promjene u zemljanim tlima kroz svoje brkove.
2. Miševi su jako dobri skakači; mogu skočiti i do 46 cm visoko u zrak. Uz to su i odlični penjači i plivači.
3. Mišje srce kuca i do 632 otkucaja u minuti, dok ljudsko srce kuca između 60-100 otkucaja/min.
4. Miš će sam otkinuti svoj rep ako ga grabežljivac uhvati.